# 15. август
15. август (15.08.) је 227. дан у години по грегоријанском календару (228. у преступној години). До краја године има још 138 дана.

## Догађаји
- 1057 — Убијен шкотски краљ Магбет, који је 17 година раније освојио престо убивши тадашњег шкотског краља Данкана.
- 1261 — Михаило VIII Палеолог вратио Константинопољ и поново га прогласио престоницом Византије. Град 1204. освојили крсташи, спалили га и опљачкали и с Млечанима га прогласили престоницом Латинског царства, а престоница Византије премештена у Никеју (Никејско царство).
- 1444 — Сегедински мир
- 1534 — Шпански монах Игнасио де Лојола основао у Паризу римокатолички језуитски ред, којег је папа Павле III признао шест година касније.
- 1834 — Британски парламент усвојио закон о колонизацији Јужне Аустралије.
- 1843 — У Копенхагену отворен Тиволи парк.
- 1914 – Први светски рат: Почетак Церске битке, прве савезничке победе у Првом светском рату. 15-24. август 1914.
- 1914 — Проласком брода „Анкон“ отворен Панамски канал, прокоп дуг 81,6 km, који у најужем делу средње Америке спаја Атлантски и Тихи океан. Канал је званично отворен тек у јулу 1920.
- 1914 – World War I: Beginning of the Battle of Cer, the first Allied victory of World War I.
- 1916 — У бици на Соми у Првом светском рату први пут употребљен британски тенк Марк I.
- 1918 — САД су прекинуле дипломатске односе с Русијом, након успостављања бољшевичке власти.
- 1944 — Искрцавањем савезничких трупа у јужној Француској у Другом светском рату почела је операција „Драгон“, чиме је отворен други фронт након искрцавања савезника у Нормандији у јуну.

Основан КНОЈ
- 1945 — Кореја ослобођена од јапанске колонијалне власти након капитулације Јапана у Другом светском рату. Полуострво је затим подељено на комунистички север и капиталистички југ.
- 1947 — Ступио на снагу акт о независности Британске Индије којим су, после 180 година колонијалне владавине Велике Британије, формиране Индијска Унија и Пакистан.
- 1948 — Јужна Кореја постала независна држава, а за председника је изабран Сингман Ри.
- 1950 — У земљотресу у североисточној индијској држави Асам погинуло више од хиљаду људи.
- 1960 — Проглашена независност афричке државе Конго-Бразавил, који је од 1886. био француска колонија под називом Средњи Конго.
- 1962 — Пробијен друмски тунел испод Мон Блана, којим је француски град Шамони повезан са италијанском долином Аосте.
- 1965 — Концерт Битлса у Њујорку окупио 55.600 људи, чиме је постављен светски рекорд у броју посетилаца и заради на поп концерту.
- 1969 — Почео је Фестивал музике и уметности у Вудстоку.
- 1971 — Бахреин стекао независност након 150 година британске колонијалне власти.
- 1973 — Окончано је америчко бомбардовање Камбоџе према одредбама Кејс-Черчовог амандмана који је забранио војне операције у Лаосу, Камбоџи и Северном и Јужном Вијетнаму након Париских мировних преговора.
- 1975 — У војном пучу убијен председник Бангладеша Муџибур Рахман, први премијер након стицања независности у јануару 1972.
- 1990 — Председник Михаил Сергејевич Горбачов вратио совјетско држављанство Александру Солжењицину, добитнику Нобелове награде за књижевност, који је 1974. под притиском власти принуђен да емигрира на Запад.
- 1994 — У Судану ухапшен и изручен Француској један од најпознатијих светских терориста Иљич Рамирез Санчес, познат као „Карлос Шакал“.
- 1995 — Јапан је, 50 година након завршетка Другог светског рата, први пут јасно изразио жаљење због ратних акција у региону.
- 1996 — Након четири године поново отворен сарајевски аеродром за комерцијалне летове. На аеродром су током рата у Босни (1992—95) слетали само службени авиони и авиони са хуманитарном помоћи.
- 1998 — У једном од најтежих терористичких напада у Северној Ирској током готово 30 година насиља, у експлозији аутомобила-бомбе у месту Омаг, погинуло је 29 људи.
- 2000 — Амерички председник Бил Клинтон свечано предао руководећу функцију у Демократској партији потпредседнику Алу Гору. Погинула дива хрватског глумишта Ена Беговић.
- 2001 —
  - Потпуковник Војске Републике Српске Драган Јокић добровољно се предао Међународном суду за ратне злочине који га је осумњичио за ратне злочине почињене над Муслиманима у Сребреници у јулу 1995. године.
  - Македонски парламент одобрио долазак 3.500 војника НАТО у циљу разоружања албанских побуњеника.
- 2002 — Полиција у Зимбабвеу почела да хапси беле фармере који су се оглушили о владино наређење да напусте своју земљу како би она била додељена црнцима беземљашима.
- 2012 — Бацач Сијетл маринерса Феликс Ернандез имао је савршену утакмицу против Тампа беј рејса.
- 2021 — Кабул, главни град Авганистана, пао је у руке Талибана; председник Ашраф Гани је напустио државу.

## Рођења
- 1195 — Свети Антун Падовански, португалски католички свештеник и фратар фрањевачког реда. (прем. 1231)
- 1769 — Наполеон I Бонапарта, француски државник и војсковођа. (прем. 1821)
- 1771 — Волтер Скот, шкотски књижевник, најпознатији по писању историјских романа. (прем. 1832)
- 1824 — Јован Илић, српски песник и политичар. (прем. 1901)[1]
- 1827 — Лудвиг Ангерер, аустријски фотограф. (прем. 1879)
- 1860 — Флоренс Хардинг, прва дама САД, супруга председника Ворена Хардинга. (прем. 1924)
- 1880 — Јевто Дедијер, српски географ и писац. (прем. 1918)
- 1883 — Иван Мештровић, хрватски и југословенски вајар и архитекта. (прем. 1962)
- 1892 — Луј де Број, француски физичар. (прем. 1987)
- 1896 — Герти Кори, америчка биохемичарка, добитница Нобелове награде за физиологију (1947). (прем. 1957)
- 1912 — Венди Хилер, енглеска глумица. (прем. 2003)
- 1929 — Петар Шелохонов, руски глумац. (прем. 1999)
- 1931 — Ото Лого, српски вајар. (прем. 2016)
- 1946 — Тони Робинсон, енглески глумац, комичар, писац и ТВ водитељ.
- 1949 — Роберт Киршнер, амерички астроном.
- 1954 — Стиг Ларсон, шведски књижевник, новинар и активиста. (прем. 2004)
- 1957 — Жељко Иванек, словеначко-амерички глумац.
- 1957 — Миодраг Лома, српски историчар књижевности, германиста, редовни професор Опште књижевности на Катедри за Општу књижевност и теорију књижевности Филолошког факултета Универзитета у Београду и дописни члан Српске академије наука и уметности.[2]
- 1963 — Алехандро Гонсалес Ињариту, мексички редитељ, продуцент и сценариста.
- 1966 — Оливера Јовићевић, српска новинарка и ТВ водитељка.
- 1968 — Дебра Месинг, америчка глумица.
- 1972 — Бен Афлек, амерички глумац, редитељ, сценариста и продуцент.
- 1973 — Небојша Крупниковић, српски фудбалер.
- 1974 — Наташа Хенстриџ, канадска глумица и модел.
- 1979 — Јасмин Хукић, босанскохерцеговачки кошаркаш.
- 1983 — Лари О’Банон, амерички кошаркаш.
- 1986 — Тијана Арнаутовић, канадско-српски модел.
- 1988 — Бобан Марјановић, српски кошаркаш.
- 1989 — Џо Џонас, амерички музичар и глумац, најпознатији као члан групе Jonas Brothers.
- 1990 — Џенифер Лоренс, америчка глумица.
- 1991 — Филип Младеновић, српски фудбалер.
- 1993 — Алекс Окслејд-Чејмберлен, енглески фудбалер.
- 1994 — Рашон Томас, амерички кошаркаш.
- 1994 — Косуке Хагино, јапански пливач.
- 2002 — Стефан Митровић, српски фудбалер.

## Смрти
- 423 — Хонорије, западноримски цар. (рођ. 384)
- 1038 — Свети Стефан Мађарски, мађарски краљ (рођ. отприлике 975)
- 1929 — Лука Ћеловић, српски патриота, политичар и добротвор. (рођ. 1854)
- 1990 — Виктор Цој, руски музичар. (рођ. 1962)

## Празници и дани сећања
- Дан независности (Индија)